# Ravenala
Ravenala é um gênero da família Strelitziaceae, cujo genero possui apenas uma especie em seu taxon a Ravenala madagascariensis f., cuja suas regioes de ocorrencia decorrem de zonas tropicais umidas de Madagascar

## Espécies
- Ravenala madagascariensis, também conhecida como a "árvore-do-viajante"